# Coppa Libertadores 2004
La Coppa Libertadores 2004 fu la 45ª edizione del torneo. L'Once Caldas vinse il trofeo per la prima volta.

## Primo turno
- Squadre in verde qualificate direttamente agli ottavi
- Squadre in giallo qualificate ai Playoff
- Squadre in rosso eliminate

### Gruppo 1
| Squadra       | Pti | G | V | N | P | GF | GS | DR  |
| ------------- | --- | - | - | - | - | -- | -- | --- |
| Club América  | 13  | 6 | 4 | 1 | 1 | 11 | 5  | 6   |
| São Caetano   | 8   | 6 | 2 | 2 | 2 | 10 | 8  | 2   |
| Peñarol       | 8   | 6 | 2 | 2 | 2 | 9  | 7  | 2   |
| The Strongest | 4   | 6 | 1 | 1 | 4 | 4  | 14 | -10 |

| 5 febbraio 2004  |     |               |                          |                    |
| São Caetano      | 4–2 | The Strongest | Anacleto Campanella      | São Caetano do Sul |
| 11 febbraio 2004 |     |               |                          |                    |
| Club América     | 3–1 | Peñarol       | Azteca                   | Città del Messico  |
| 19 febbraio 2004 |     |               |                          |                    |
| The Strongest    | 0–0 | Club América  | Rafael Mendoza Castellón | La Paz             |
| 2 marzo 2004     |     |               |                          |                    |
| Peñarol          | 1–1 | São Caetano   | Centenario               | Montevideo         |
| 11 marzo 2004    |     |               |                          |                    |
| São Caetano      | 1–2 | Club América  | Anacleto Campanella      | São Caetano do Sul |
| 16 marzo 2004    |     |               |                          |                    |
| Peñarol          | 4–0 | The Strongest | Centenario               | Montevideo         |
| 17 marzo 2004    |     |               |                          |                    |
| Club América     | 2–1 | São Caetano   | Azteca                   | Città del Messico  |
| 23 marzo 2004    |     |               |                          |                    |
| The Strongest    | 2–0 | Peñarol       | Rafael Mendoza Castellón | La Paz             |
| 8 aprile 2004    |     |               |                          |                    |
| São Caetano      | 1–1 | Peñarol       | Anacleto Campanella      | São Caetano do Sul |
| Club América     | 4–0 | The Strongest | Azteca                   | Città del Messico  |
| 15 aprile 2004   |     |               |                          |                    |
| The Strongest    | 0–2 | São Caetano   | Rafael Mendoza Castellón | La Paz             |
| Peñarol          | 2–0 | Club América  | Centenario               | Montevideo         |

### Gruppo 2
| Squadra      | Pti | G | V | N | P | GF | GS | DR |
| ------------ | --- | - | - | - | - | -- | -- | -- |
| Once Caldas  | 13  | 6 | 4 | 1 | 1 | 11 | 6  | 5  |
| UA Maracaibo | 8   | 6 | 2 | 2 | 2 | 10 | 9  | 1  |
| Vélez        | 7   | 6 | 2 | 1 | 3 | 7  | 9  | -2 |
| Fénix        | 5   | 6 | 1 | 2 | 3 | 6  | 10 | -4 |

| 10 febbraio 2004 |     |              |                 |              |
| Vélez            | 1–1 | UA Maracaibo | José Amalfitani | Buenos Aires |
| 19 febbraio 2004 |     |              |                 |              |
| Once Caldas      | 3–0 | Fénix        | Palogrande      | Manizales    |
| 25 febbraio 2004 |     |              |                 |              |
| UA Maracaibo     | 1–2 | Once Caldas  | El Estadio      | Maracaibo    |
| Fénix            | 2–1 | Vélez        | Capurro         | Montevideo   |
| 3 marzo 2004     |     |              |                 |              |
| Fénix            | 1–2 | UA Maracaibo | Capurro         | Montevideo   |
| 9 marzo 2004     |     |              |                 |              |
| Vélez            | 2–0 | Once Caldas  | José Amalfitani | Buenos Aires |
| 17 marzo 2004    |     |              |                 |              |
| Once Caldas      | 2–0 | Vélez        | Palogrande      | Manizales    |
| 18 marzo 2004    |     |              |                 |              |
| UA Maracaibo     | 1–1 | Fénix        | El Estadio      | Maracaibo    |
| 6 aprile 2004    |     |              |                 |              |
| Vélez            | 1–0 | Fénix        | José Amalfitani | Buenos Aires |
| Once Caldas      | 2–1 | UA Maracaibo | Palogrande      | Manizales    |
| 22 aprile 2004   |     |              |                 |              |
| UA Maracaibo     | 4–2 | Vélez        | El Estadio      | Maracaibo    |
| Fénix            | 2–2 | Once Caldas  | Capurro         | Montevideo   |

### Gruppo 3
| Squadra                   | Pti | G | V | N | P | GF | GS | DR |
| ------------------------- | --- | - | - | - | - | -- | -- | -- |
| Cruzeiro                  | 13  | 6 | 4 | 1 | 1 | 15 | 6  | 9  |
| Santos Laguna             | 12  | 6 | 3 | 3 | 0 | 10 | 6  | 4  |
| Caracas FC                | 6   | 6 | 2 | 0 | 4 | 8  | 12 | -4 |
| Universidad de Concepción | 2   | 6 | 0 | 2 | 4 | 7  | 16 | -9 |

| 3 febbraio 2004           |     |                           |                                               |                |
| Santos Laguna             | 2–2 | Universidad de Concepción | Corona                                        | Torreón        |
| 4 febbraio 2004           |     |                           |                                               |                |
| Cruzeiro                  | 3–1 | Caracas FC                | Mineirão                                      | Belo Horizonte |
| 10 febbraio 2004          |     |                           |                                               |                |
| Universidad de Concepción | 1–3 | Cruzeiro                  | Universitario de la Universidad de Concepción | Concepción     |
| 12 febbraio 2004          |     |                           |                                               |                |
| Caracas FC                | 0–1 | Santos Laguna             | Brígido Iriarte                               | Caracas        |
| 17 febbraio 2004          |     |                           |                                               |                |
| Cruzeiro                  | 1–1 | Santos Laguna             | Mineirão                                      | Belo Horizonte |
| 24 febbraio 2004          |     |                           |                                               |                |
| Universidad de Concepción | 2–3 | Caracas FC                | Universitario de la Universidad de Concepción | Concepción     |
| 2 marzo 2004              |     |                           |                                               |                |
| Caracas FC                | 1–0 | Universidad de Concepción | Brígido Iriarte                               | Caracas        |
| 10 marzo 2004             |     |                           |                                               |                |
| Santos Laguna             | 1–0 | Cruzeiro                  | Corona                                        | Torreón        |
| 16 marzo 2004             |     |                           |                                               |                |
| Santos Laguna             | 3–1 | Caracas FC                | Corona                                        | Torreón        |
| 17 marzo 2004             |     |                           |                                               |                |
| Cruzeiro                  | 5–0 | Universidad de Concepción | Mineirão                                      | Belo Horizonte |
| 15 aprile 2004            |     |                           |                                               |                |
| Caracas FC                | 2–3 | Cruzeiro                  | Brígido Iriarte                               | Caracas        |
| Universidad de Concepción | 2–2 | Santos Laguna             | Universitario de la Universidad de Concepción | Concepción     |

### Gruppo 4
| Squadra                      | Pti | G | V | N | P | GF | GS | DR  |
| ---------------------------- | --- | - | - | - | - | -- | -- | --- |
| São Paulo                    | 15  | 6 | 5 | 0 | 1 | 11 | 7  | 4   |
| Liga Deportiva Universitaria | 12  | 6 | 4 | 0 | 2 | 13 | 3  | 10  |
| Alianza Lima                 | 9   | 6 | 3 | 0 | 3 | 6  | 8  | -2  |
| Cobreloa                     | 0   | 6 | 0 | 0 | 6 | 3  | 15 | -12 |

| 10 febbraio 2004             |     |                              |                      |           |
| Cobreloa                     | 0–2 | Liga Deportiva Universitaria | Municipal de Calama  | Calama    |
| 11 febbraio 2004             |     |                              |                      |           |
| Alianza Lima                 | 1–2 | São Paulo                    | Alejandro Villanueva | Lima      |
| 25 febbraio 2004             |     |                              |                      |           |
| Liga Deportiva Universitaria | 3–0 | Alianza Lima                 | Casa Blanca          | Quito     |
| 26 febbraio 2004             |     |                              |                      |           |
| São Paulo                    | 3–1 | Cobreloa                     | Morumbí              | San Paolo |
| 4 marzo 2004                 |     |                              |                      |           |
| Liga Deportiva Universitaria | 3–0 | São Paulo                    | Casa Blanca          | Quito     |
| Alianza Lima                 | 2–0 | Cobreloa                     | Alejandro Villanueva | Lima      |
| 10 marzo 2004                |     |                              |                      |           |
| Cobreloa                     | 0–1 | Alianza Lima                 | Municipal de Calama  | Calama    |
| São Paulo                    | 1–0 | Liga Deportiva Universitaria | Morumbí              | San Paolo |
| 24 marzo 2004                |     |                              |                      |           |
| Cobreloa                     | 1–2 | São Paulo                    | Municipal de Calama  | Calama    |
| 25 marzo 2004                |     |                              |                      |           |
| Alianza Lima                 | 1–0 | Liga Deportiva Universitaria | Alejandro Villanueva | Lima      |
| 7 aprile 2004                |     |                              |                      |           |
| São Paulo                    | 3–1 | Alianza Lima                 | Morumbí              | San Paolo |
| Liga Deportiva Universitaria | 5–1 | Cobreloa                     | Casa Blanca          | Quito     |

### Gruppo 5
| Squadra       | Pti | G | V | N | P | GF | GS | DR |
| ------------- | --- | - | - | - | - | -- | -- | -- |
| Nacional      | 12  | 6 | 3 | 3 | 0 | 7  | 4  | 3  |
| Independiente | 8   | 6 | 2 | 2 | 2 | 9  | 7  | 2  |
| Cienciano     | 7   | 6 | 2 | 1 | 3 | 10 | 12 | -2 |
| El Nacional   | 5   | 6 | 1 | 2 | 3 | 6  | 9  | -3 |

| 12 febbraio 2004 |     |               |                      |            |
| El Nacional      | 0–0 | Nacional      | Olímpico Atahualpa   | Quito      |
| Independiente    | 4–2 | Cienciano     | Independiente        | Avellaneda |
| 24 febbraio 2004 |     |               |                      |            |
| Nacional         | 0–0 | Independiente | Centenario           | Montevideo |
| 26 febbraio 2004 |     |               |                      |            |
| Cienciano        | 1–0 | El Nacional   | Garcilaso de la Vega | Cusco      |
| 2 marzo 2004     |     |               |                      |            |
| Independiente    | 2–0 | El Nacional   | Independiente        | Avellaneda |
| 4 marzo 2004     |     |               |                      |            |
| Nacional         | 1–0 | Cienciano     | Centenario           | Montevideo |
| 11 marzo 2004    |     |               |                      |            |
| Cienciano        | 1–2 | Nacional      | Garcilaso de la Vega | Cusco      |
| 16 marzo 2004    |     |               |                      |            |
| El Nacional      | 1–0 | Independiente | Olímpico Atahualpa   | Quito      |
| 23 marzo 2004    |     |               |                      |            |
| El Nacional      | 3–3 | Cienciano     | Olímpico Atahualpa   | Quito      |
| 25 marzo 2004    |     |               |                      |            |
| Independiente    | 1–1 | Nacional      | Independiente        | Avellaneda |
| 20 aprile 2004   |     |               |                      |            |
| Cienciano        | 3–2 | Independiente | Garcilaso de la Vega | Cusco      |
| Nacional         | 3–2 | El Nacional   | Centenario           | Montevideo |

### Gruppo 6
| Squadra           | Pti | G | V | N | P | GF | GS | DR |
| ----------------- | --- | - | - | - | - | -- | -- | -- |
| River Plate       | 11  | 6 | 3 | 2 | 1 | 10 | 6  | 4  |
| Deportivo Táchira | 10  | 6 | 2 | 4 | 0 | 8  | 4  | 4  |
| Deportes Tolima   | 5   | 6 | 1 | 2 | 3 | 6  | 9  | -3 |
| Libertad          | 5   | 6 | 1 | 2 | 3 | 5  | 10 | -5 |

| 3 febbraio 2004   |     |                   |                   |               |
| Libertad          | 0–0 | Deportes Tolima   | Feliciano Cáceres | Luque         |
| 11 febbraio 2004  |     |                   |                   |               |
| Deportivo Táchira | 0–0 | River Plate       | Pueblo Nuevo      | San Cristóbal |
| 24 febbraio 2004  |     |                   |                   |               |
| Deportes Tolima   | 1–1 | Deportivo Táchira | Murillo Toro      | Ibagué        |
| 25 febbraio 2004  |     |                   |                   |               |
| River Plate       | 4–1 | Libertad          | Monumental        | Buenos Aires  |
| 9 marzo 2004      |     |                   |                   |               |
| Deportivo Táchira | 2–0 | Libertad          | Pueblo Nuevo      | San Cristóbal |
| 11 marzo 2004     |     |                   |                   |               |
| Deportes Tolima   | 2–3 | River Plate       | Murillo Toro      | Ibagué        |
| 17 marzo 2004     |     |                   |                   |               |
| Libertad          | 1–1 | Deportivo Táchira | Feliciano Cáceres | Luque         |
| 18 marzo 2004     |     |                   |                   |               |
| River Plate       | 1–0 | Deportes Tolima   | Monumental        | Buenos Aires  |
| 7 aprile 2004     |     |                   |                   |               |
| Libertad          | 1–0 | River Plate       | Feliciano Cáceres | Luque         |
| 8 aprile 2004     |     |                   |                   |               |
| Deportivo Táchira | 2–0 | Deportes Tolima   | Pueblo Nuevo      | San Cristóbal |
| 14 aprile 2004    |     |                   |                   |               |
| River Plate       | 2–2 | Deportivo Táchira | Monumental        | Buenos Aires  |
| Deportes Tolima   | 3–2 | Libertad          | Murillo Toro      | Ibagué        |

### Gruppo 7
| Squadra           | Pti | G | V | N | P | GF | GS | DR  |
| ----------------- | --- | - | - | - | - | -- | -- | --- |
| Santos FC         | 16  | 6 | 5 | 1 | 0 | 16 | 3  | 13  |
| Barcelona         | 8   | 6 | 2 | 2 | 2 | 9  | 4  | 5   |
| Guaraní           | 5   | 6 | 1 | 3 | 2 | 6  | 9  | -3  |
| Jorge Wilstermann | 2   | 6 | 0 | 2 | 4 | 5  | 17 | -12 |

| 4 febbraio 2004   |     |                   |                                |            |
| Guaraní           | 0–0 | Barcelona         | Rogelio Lorenzo Livieres       | Asunción   |
| 5 febbraio 2004   |     |                   |                                |            |
| Jorge Wilstermann | 2–3 | Santos FC         | Félix Capriles                 | Cochabamba |
| 12 febbraio 2004  |     |                   |                                |            |
| Barcelona         | 4–0 | Jorge Wilstermann | Monumental Isidro Romero Carbo | Guayaquil  |
| 18 febbraio 2004  |     |                   |                                |            |
| Santos FC         | 2–2 | Guaraní           | Vila Belmiro                   | Santos     |
| 3 marzo 2004      |     |                   |                                |            |
| Jorge Wilstermann | 0–0 | Guaraní           | Félix Capriles                 | Cochabamba |
| Barcelona         | 1–3 | Santos FC         | Monumental Isidro Romero Carbo | Guayaquil  |
| 11 marzo 2004     |     |                   |                                |            |
| Santos FC         | 1–0 | Barcelona         | Vila Belmiro                   | Santos     |
| 18 marzo 2004     |     |                   |                                |            |
| Guaraní           | 3–1 | Jorge Wilstermann | Rogelio Lorenzo Livieres       | Asunción   |
| 24 marzo 2004     |     |                   |                                |            |
| Jorge Wilstermann | 2–2 | Barcelona         | Félix Capriles                 | Cochabamba |
| 25 marzo 2004     |     |                   |                                |            |
| Guaraní           | 1–2 | Santos FC         | Rogelio Lorenzo Livieres       | Asunción   |
| 14 aprile 2004    |     |                   |                                |            |
| Santos FC         | 5–0 | Jorge Wilstermann | Vila Belmiro                   | Santos     |
| Barcelona         | 2–0 | Guaraní           | Monumental Isidro Romero Carbo | Guayaquil  |

### Gruppo 8
| Squadra        | Pti | G | V | N | P | GF | GS | DR |
| -------------- | --- | - | - | - | - | -- | -- | -- |
| Boca Juniors   | 12  | 6 | 4 | 0 | 2 | 10 | 4  | 6  |
| Deportivo Cali | 9   | 6 | 3 | 0 | 3 | 9  | 9  | 0  |
| Bolívar        | 9   | 6 | 3 | 0 | 3 | 7  | 9  | -2 |
| Colo Colo      | 6   | 6 | 2 | 0 | 4 | 6  | 10 | -4 |

| 3 febbraio 2004  |     |                |                           |              |
| Colo Colo        | 2–3 | Deportivo Cali | Monumental David Arellano | Santiago     |
| 18 febbraio 2004 |     |                |                           |              |
| Bolívar          | 3–1 | Boca Juniors   | Libertador Simon Bolívar  | La Paz       |
| 2 marzo 2004     |     |                |                           |              |
| Deportivo Cali   | 3–1 | Bolívar        | Pascual Guerrero          | Cali         |
| 3 marzo 2004     |     |                |                           |              |
| Boca Juniors     | 2–0 | Colo Colo      | Alberto J. Armando        | Buenos Aires |
| 10 marzo 2004    |     |                |                           |              |
| Deportivo Cali   | 0–1 | Boca Juniors   | Pascual Guerrero          | Cali         |
| 18 marzo 2004    |     |                |                           |              |
| Bolívar          | 2–0 | Colo Colo      | Libertador Simon Bolívar  | La Paz       |
| 24 marzo 2004    |     |                |                           |              |
| Boca Juniors     | 3–0 | Deportivo Cali | Alberto J. Armando        | Buenos Aires |
| 25 marzo 2004    |     |                |                           |              |
| Colo Colo        | 2–0 | Bolívar        | Monumental David Arellano | Santiago     |
| 7 aprile 2004    |     |                |                           |              |
| Bolívar          | 1–0 | Deportivo Cali | Libertador Simon Bolívar  | La Paz       |
| 8 aprile 2004    |     |                |                           |              |
| Colo Colo        | 1–0 | Boca Juniors   | Monumental David Arellano | Santiago     |
| 21 aprile 2004   |     |                |                           |              |
| Boca Juniors     | 3–0 | Bolívar        | Alberto J. Armando        | Buenos Aires |
| Deportivo Cali   | 3–1 | Colo Colo      | Pascual Guerrero          | Cali         |

### Gruppo 9
| Squadra          | Pti | G | V | N | P | GF | GS | DR |
| ---------------- | --- | - | - | - | - | -- | -- | -- |
| Sporting Cristal | 10  | 6 | 3 | 1 | 2 | 13 | 9  | 4  |
| Rosario Central  | 10  | 6 | 3 | 1 | 2 | 8  | 8  | 0  |
| Coritiba FC      | 8   | 6 | 2 | 2 | 2 | 7  | 8  | -1 |
| Olimpia          | 5   | 6 | 1 | 2 | 3 | 7  | 9  | -2 |

| 5 febbraio 2004  |     |                  |                          |          |
| Olimpia          | 0–2 | Rosario Central  | Manuel Ferreira          | Asunción |
| 10 febbraio 2004 |     |                  |                          |          |
| Sporting Cristal | 4–1 | Coritiba FC      | San Martín               | Lima     |
| 17 febbraio 2004 |     |                  |                          |          |
| Coritiba FC      | 1–1 | Olimpia          | Couto Pereira            | Curitiba |
| 26 febbraio 2004 |     |                  |                          |          |
| Rosario Central  | 1–1 | Sporting Cristal | Dr. Lisandro de la Torre | Rosario  |
| 4 marzo 2004     |     |                  |                          |          |
| Rosario Central  | 2–0 | Coritiba FC      | Dr. Lisandro de la Torre | Rosario  |
| 9 marzo 2004     |     |                  |                          |          |
| Sporting Cristal | 3–1 | Olimpia          | San Martín               | Lima     |
| 10 marzo 2004    |     |                  |                          |          |
| Coritiba FC      | 2–0 | Rosario Central  | Couto Pereira            | Curitiba |
| 16 marzo 2004    |     |                  |                          |          |
| Olimpia          | 2–1 | Sporting Cristal | Manuel Ferreira          | Asunción |
| 23 marzo 2004    |     |                  |                          |          |
| Sporting Cristal | 4–1 | Rosario Central  | San Martín               | Lima     |
| 6 aprile 2004    |     |                  |                          |          |
| Olimpia          | 1–1 | Coritiba FC      | Manuel Ferreira          | Asunción |
| 13 aprile 2004   |     |                  |                          |          |
| Coritiba FC      | 2–0 | Sporting Cristal | Couto Pereira            | Curitiba |
| Rosario Central  | 2–1 | Olimpia          | Dr. Lisandro de la Torre | Rosario  |

## Playoff
| 28 aprile 2004 |               |               |                                |                    |
| São Caetano    | 2–2 (4-2 dcr) | Independiente | Anacleto Campanella            | São Caetano do Sul |
| 29 aprile 2004 |               |               |                                |                    |
| Barcelona      | 6–1           | UA Maracaibo  | Monumental Isidro Romero Carbo | Guayaquil          |

## Ottavi di finale
- Andata: 4 maggio 2004 e 6 maggio 2004.
- Ritorno: 11 maggio 2004 e 13 maggio 2004.

| Squadra 1                    | Totale        | Squadra 2    | Andata | Ritorno |
| ---------------------------- | ------------- | ------------ | ------ | ------- |
| São Caetano                  | 3-2           | Club América | 2-1    | 1-1     |
| Barcelona                    | 1-1 (2-4 dcr) | Once Caldas  | 0-0    | 1-1     |
| Deportivo Cali               | 2-2 (3-0 dcr) | Cruzeiro     | 1-0    | 1-2     |
| Rosario Central              | 2-2 (4-5 dcr) | São Paulo    | 1-0    | 1-2     |
| Deportivo Táchira            | 5-2           | Nacional     | 3-0    | 2-2     |
| Santos Laguna                | 2-2 (3-4 dcr) | River Plate  | 0-1    | 2-1     |
| Liga Deportiva Universitaria | 4-4 (4-5 dcr) | Santos FC    | 4-2    | 0-2     |
| Sporting Cristal             | 3-5           | Boca Juniors | 2-3    | 1-2     |

## Quarti di finale
Le gare di andata vennero disputate il 20 maggio 2004 e il 21 maggio 2004. Le gare di ritorno vennero disputate tra il 25 maggio 2004 e il 27 maggio 2004.
| Squadra 1   | Totale        | Squadra 2         | Andata | Ritorno |
| ----------- | ------------- | ----------------- | ------ | ------- |
| São Caetano | 1-1 (3-4 dcr) | Boca Juniors      | 0-0    | 1-1     |
| Santos FC   | 1-2           | Once Caldas       | 1-1    | 0-1     |
| River Plate | 4-1           | Deportivo Cali    | 1-0    | 3-1     |
| São Paulo   | 7-1           | Deportivo Táchira | 3-0    | 4-1     |

## Semifinali
- Andata:9 giugno 2004 e 10 giugno 2004.
- Ritorno:16 giugno 2004 e 17 giugno 2004.

| Squadra 1    | Totale        | Squadra 2   | Andata | Ritorno |
| ------------ | ------------- | ----------- | ------ | ------- |
| Boca Juniors | 2-2 (5-4 dcr) | River Plate | 1-0    | 1-2     |
| São Paulo    | 1-2           | Once Caldas | 0-0    | 1-2     |

## Finale
23 giugno 2004 e 1º luglio 2004.
| Squadra 1    | Totale        | Squadra 2   | Andata | Ritorno |
| ------------ | ------------- | ----------- | ------ | ------- |
| Boca Juniors | 1-1 (0-2 dcr) | Once Caldas | 0-0    | 1-1     |